# Подлес (община Градско)
 Тази статия е за селото в Северна Македония.  За селото в България вижте Подлес.  
По̀длес (на македонска литературна норма: Подлес) е село в централната част на Северна Македония, община Градско.

## География
Селото е разположено в областта Клепа, близо до десния бряг на река Вардар, на 52 километра южно от град Велес и на 8 километра югозападно от Градско. Църквата „Света Троица“ в селото е дело на Андон Китанов.

## История
В XIX век Подлес е изцяло българско село във Велешка кааза, Нахия Клепа на Османската империя. В „Етнография на вилаетите Адрианопол, Монастир и Салоника“, издадена в Константинопол в 1878 година и отразяваща статистиката на населението от 1873 година, Подлес (Podles) е посочено като село със 70 домакинства и 318 жители българи. През есента на 1880 година край Подлес са убити трима слуги на Хамид ага, който кара цялото село да му плати 60 000 гроша и след като то не успява – насилва мъжкото население.
Според статистиката на Васил Кънчов („Македония. Етнография и статистика“) от 1900 г. Подлесъ има 820 жители българи християни.
В началото на XX век жителите на селото са под върховенството на Българската екзархия. По данни на секретаря на екзархията Димитър Мишев („La Macédoine et sa Population Chrétienne“) през 1905 година в Подлес (Podles) има 744 българи екзархисти и работи българско училище.
След Междусъюзническата война в 1913 година селото попада в Сърбия.
На етническата си карта от 1927 година Леонард Шулце Йена показва Подлес (Podles) като българско християнско село.

## Личности
Родени в Подлес
- Тодор Димитровски (р. 1922), езиковед, критик и писател от Северна Македония
- Трайчо Стоянов Чундев (1896 – 1949), български революционер от ВМРО
- Христо Стойков, български революционер, четник на Петър Лесев в 1915 година[7]

Починали в Подлес
- Аритон Гаврилов Кръстев, български военен деец, старши подофицер, загинал през Първата световна война[8]